# GunBound
GunBound (in coreano:건바운드) è un videogioco multigiocatore a turni, gratuito, che ha molte caratteristiche in comune con il gioco Worms.
GunBound è stato sviluppato ed è mantenuto dalla software-house sud-Koreana Softnyx. La prima release era chiamata Thor's Hammer, la seconda World Champion. Una versione specifica per il Nord America, GunBound Revolution, è stata ospitata anche da ijji.

## Il metodo di gioco
GunBound è un gioco di artiglieria a turni simile al popolare Worms, con la grossa differenza che GunBound può essere giocato solo on-line.
In gunbound una partita viene giocata da due squadre ognuna comprendente da uno a quattro giocatori, che giocano alternativamente con i propri veicoli (chiamati "mobile"). Ciascun mobile ha tre armi, chiamate "weapon 1", "weapon 2" e "SS" (Special Shot, Colpo speciale). I giocatori usano le frecce direzionali per modificare l'angolo di tiro, e la barra spaziatrice (o il mouse) per sparare. In passato esisteva una terza modalità chiamata Sniper Mode.
Il gioco ha un'ulteriore difficoltà: il vento e fenomeni naturali, come il tornado, influenzano direzione e intensità del colpo, costringendo i giocatori a intuire il loro effetto. Inoltre è molto importante il delay, ovvero il ritardo tra un colpo e l'altro, che deve essere sempre tenuto presente e che varia a seconda del colpo utilizzato e del tipo di mobile.

### Gli Avatar
- Energia totale.
- Velocità di rigenerazione scudo. (Ha effetto solamente quando si utilizza una mobile dotata di scudo)
- Base Delay (Il delay della mobile utilizzata, varia a seconda del colpo utilizzato.)
- Item Delay (Il delay dovuto all'utilizzo di un determinato oggetto)
- Bunging potential (L'abilità di creare grosse buche nel terreno con un singolo attacco.)
- Popolarità (Indica il fattore di bonus o eventuali punizioni.)

Un avatar, tuttavia, può anche ridurre determinate statistiche. L'effetto che un avatar ha su di un giocatore è misurato in punti percentuale contenuti nella fascia tra +50 e -50. Gli unici avatar che non apportano modifiche alle statistiche di un giocatore sono gli Ex Item che sono utilizzati come semplice decorazione e vengono visualizzati all'interno delle stanze in attesa che il gioco abbia inizio.
Nel momento in cui si decide di comprare un avatar il giocatore ha la possibilità di scegliere la durata per cui ha intenzione di possedere quel determinato oggetto. È possibile scegliere fra tre differenti periodi: una settimana, un mese oppure un periodo illimitato. Chiaramente il prezzo varia a seconda del periodo selezionato.

### Valuta
Nel gioco esistono due differenti tipi di valuta: Gold e Cash che sono utilizzati per comprare gli avatar. Mentre il Gold può essere facilmente accumulato ottenendo diversi bonus all'interno del gioco, ci sono molti avatar che vengono venduti attraverso il Cash, che può essere ottenuto in cambio di soldi veri.

### Tempo Atmosferico
All'interno del gioco, si presentano differenti condizioni atmosferiche che possono influenzare l'esito di una battaglia.
- Force - Un raggio di sole di dimensioni variabili che aumenta la potenza di qualsiasi proiettile che ci passa attraverso. L'aumento del danno aumenta tanto più il proiettile resta sotto la sua influenza.
- Lightning - Un fulmine molto simile al force in grado di aumentare il danno provocato da un proiettile.
- Tornado - Uragano che modifica la traiettoria dei proiettili che ci passano attraverso.
- Healing Moon - Luna crescente che rigenera l'energia di ciascuna mobile.
- Ignorance - Eclissi solare che impedisce l'uso di oggetti, ricarica il colpo speciale (SS) quattro volte più velocemente e disabilita gli scudi.
- Wind Change - Cambia la direzione e la forza del vento influenzando la traiettoria dei proiettili.
- Ice - Permette ai proiettili di colpire una zona maggiore di terreno.

## Modalità di gioco

### Solo
Ciascun giocatore ha una sola vita. Una volta morto, il giocatore ha la possibilità di accedere ad una slot machine grazie alla quale potrà guadagnare Gold, alterare le condizioni del vento (influenzando i turni dei giocatori ancora in vita) o far cadere determinati oggetti dal cielo.

### Tag
Molto simile a Solo ma con un'unica differenza: il giocatore può scegliere ben due mobile all'inizio del match.
In questa modalità, ciascun giocatore può scambiare a piacimento (una sola volta per turno) la sua mobile tra le due scelte all'inizio. Non è possibile effettuare lo scambio una volta morti.

### Score
Le vite disponibili in questa modalità dipendono dal numero di partecipanti. In una squadra composta da n giocatori, ci sono (n + 1) vite.
I giocatori possono essere uccisi tante volte quante il numero di vite. Per ogni uccisione il contatore diminuisce di uno. A questo punto il giocatore ha la possibilità di rinascere in un punto a sua scelta della mappa dopo un totale di 4 turni. Una squadra vince se non rimane nessun avversario sulla mappa o se il contatore della squadra avversaria è pari a zero.

### Jewel
I giocatori hanno il compito di eliminare particolari oggetti presenti sulla mappa chiamati Jewels. Ciascun Jewel assume un valore che varia tra -5 e +25.
Per vincere bisogna raggiungere il punteggio di 100.

## Le Mobile
Il gioco dispone di diciotto differenti Mobile di cui tre (Drago, Knight e Phoenix) utilizzabili solamente selezionando una Random Mobile all'inizio del gioco. Le restanti sedici sono:
Armor, Mage, Nak, Trico, Bigfoot, Boomer, Raon Launcher, Lightning, J.D., A.Sate, Ice, Turtle, Grub, Aduka, J.Frog, e Kalsiddon.
Ciascuna Mobile appartiene ad una delle tre categorie disponibili: Mechanical, Shielded e Bionic. Ognuna ha le sue peculiarità.

### Mechanical
A questa categoria appartengono quelle mobile dotate di una grande capacità di difesa. Nonostante esse siano resistenti contro l'impatto dei proiettili, soffrono terribilmente i danni causati dall'elettricità (ad esempio dal lightning). Hanno una capacità di movimento minore rispetto alle altre categorie a causa del loro peso e inoltre sono le uniche che non hanno la possibilità di rigenerare la propria energia e per difendersi puntano solamente alle loro spesse armature.
Mobile corrispondenti: Armor, NakMachine, Bigfoot, Raon Launcher, Aduka, Kalsiddon, e Knight.

### Bionic
Appartengono a questa categoria tutte quelle mobile di origine organica opportunamente modificate con diversi tipi di armi. Una loro particolare caratteristica è quella di potersi rigenerare velocemente. Sono tuttavia deboli in difesa e particolarmente soggette al danno causato dal force.
Mobile corrispondenti: Trico, Boomer, Ice, Turtle, Grub, J.Frog e Dragon.

### Shield
Le mobile appartenenti a questa categoria utilizzano potenti scudi. Sono equipaggiate con armi elettriche o con raggi di energia. A differenza della categoria precedente non possono rigenerare la propria energia ma solamente quella dello scudo. Possiedono inoltre una grande capacità di movimento. Lo scudo è indicato tramite una barra blu situata accanto a quella dell'energia rappresentata da una barra di colore verde.
Mobile corrispondenti: Mage, A.Sate, J.D. e Lightning.

## Tipologie di armi
Oltre ai differenti tipi di Mobile si trovano anche differenti armi che infliggono maggiore o minore danno a seconda delle loro caratteristiche.

### Armi ad impatto
Infliggono danno tramite un impatto diretto. Metodo classico di combattimento ed estremamente efficace contro le Mobile della categoria Shield.
Mobile corrispondenti: Nak, Boomer, Ice, e Turtle.

### Armi laser
Artiglieria basata sullo sprigionamento di energia pura. Molto efficaci contro le Mobile di categoria Bionic, tuttavia sono le meno potenti contro le SHield Mobile.
Mobile corrispondenti: Mage, A.Sate, Raon Launcher, Knight, Aduka e J.Frog.

### Armi elettriche
L'elettricità utilizzata è presa direttamente da fenomeni naturali quali ad esempio una tempesta di fulmini. Estremamente efficaci contro le Mobile della categoria Mechanical a differenza di quelle Bionic che sono in grado di assorbire parte dell'energia elettrica.
Mobile corrispondenti: Lightning, J.D., Grub, Aduka e Kalsiddon.

### Armi esplosive
Il grande vantaggio di questa tipologia di armi è che infliggono il medesimo danno contro qualsiasi categoria di Mobile senza alcuna distinzione.
Mobile corrispondenti: Armor, Trico, Bigfoot e Dragon.